# Eviota queenslandica
Eviota queenslandica és una espècie de peix de la família dels gòbids i de l'ordre dels perciformes.

## Morfologia
Els mascles poden assolir els 2,4 cm de longitud total.

## Distribució geogràfica
Es troba des del sud-oest de Tailàndia fins a Vanuatu, el sud de Taiwan, el sud de la Gran Barrera de Corall i Tonga.